# Likiep
Likiep (en marshallès: Likiep) és un atol de l'oceà Pacífic que forma un districte legislatiu de la cadena de Ratak de les Illes Marshall. Comprèn 65 illes i illots, té una superfície terrestre de 10,26 km² i envolta una llacuna amb una superfície de 424 km². Es troba uns 55 quilòmetres al nord-oest de Wotje. La seva població era de 401 habitants el 2011.

## Història
El primer albirament registrat pels europeus va ser per l'expedició espanyola de Ruy López de Villalobos el gener de 1543. El 5 de gener de 1565 va ser registrat pel patatxo San Lucas comandat per Alonso de Arellano, que formava part de l'expedició espanyola de Miguel López de Legazpi, el qual s'havia separat de la flota de Legazpi. El 12 de gener de 1565 va ser Legazpi qui va arribar a l'atol Likiep i el va anomenar "Los Corrales".
El 1877 va ser comprat per Georg Eduard Adolph Capelle, comerciant alemany i soci del balener Anton Debrum a la firma comercial Capelle & Co, que comerciava extensament amb copra i productes marins a tota la Micronèsia. L'atol va ser reclamat per l'Imperi Alemany, juntament amb la resta de les Illes Marshall, el 1884. Després de la Primera Guerra Mundial va quedar sota el domini de l'Imperi Japonès. Després de la Segona Guerra Mundial va quedar sota el control dels Estats Units. Forma part de les Illes Marshall des de la seva independència, el 1986.